# No Love 4 Me
No Love 4 Me – drugi singel amerykańskiego rapera DMX-a promujący album "Flesh of My Flesh, Blood of My Blood". Wydany w 1999 roku.
W utworze występują Drag-On i Swizz Beatz. Ten drugi to także autor podkładu. Do No Love 4 Me powstał również klip. Jest to kolejny klip DMX-a, który jest typowy dla Ruff Ryders – samochody, imprezy i powszechnie występujące R, będące logiem grupy. Na klipie można zobaczyć gościnnie między innymi The Lox i Eve.

## Lista utworów
1. "No Love 4 Me" (Radio Edit)
2. "No Love 4 Me" (LP Version)
3. "No Love 4 Me" (Acapella)